# Syreitschikovia
Syreitschikovia es un género  de plantas con flores perteneciente a la familia de las asteráceas. Comprende 3 especies descritas y  aceptadas.

## Taxonomía
El género fue descrito por Nikolái Pávlov y publicado en Repertorium Specierum Novarum Regni Vegetabilis 31: 192. 1933.

## Especies
- Syreitschikovia spinulosa (Franch.) Pavlov
- Syreitschikovia tenuifolia (Bong.) Pavlov
- Syreitschikovia tenuis (Bunge) Botsch.